# Jannik Hansen
Jannik Hansen (Herlev, 15 marzo 1986) è un ex hockeista su ghiaccio danese professionista che giocava nel ruolo di ala destra. È stato il primo danese a giocare nella National Hockey League.

## Statistiche
Statistiche aggiornate ad settembre 2012.

### Club
| Stagione   | Squadra               | Stagione regolare | Stagione regolare | Stagione regolare | Stagione regolare | Stagione regolare | Stagione regolare | Playoff | Playoff | Playoff | Playoff | Playoff |
| Stagione   | Squadra               | Lega              | P                 | G                 | A                 | Pt                | PIM               | P       | G       | A       | Pt      | PIM     |
| ---------- | --------------------- | ----------------- | ----------------- | ----------------- | ----------------- | ----------------- | ----------------- | ------- | ------- | ------- | ------- | ------- |
| 2002–03    | Rødovre Mighty Bulls  | DEN               | 15                | 0                 | 0                 | 0                 | 0                 | —       | —       | —       | —       | —       |
| 2002–03    | Malmö Redhawks        | Swe-U18           | 8                 | 7                 | 7                 | 14                | 2                 | 2       | 2       | 0       | 2       | 0       |
| 2002–03    | Malmö Redhawks        | SWE-U20           | 4                 | 1                 | 0                 | 1                 | 0                 | 1       | 0       | 0       | 0       | 0       |
| 2003–04    | Rødovre Mighty Bulls  | DEN               | 35                | 12                | 7                 | 19                | 48                | —       | —       | —       | —       | —       |
| 2004–05    | Rødovre Mighty Bulls  | DEN               | 32                | 17                | 17                | 34                | 40                | 5       | 3       | 1       | 4       | 24      |
| 2005–06    | Portland Winter Hawks | WHL               | 64                | 24                | 40                | 64                | 67                | 12      | 7       | 6       | 13      | 16      |
| 2006–07    | Manitoba Moose        | AHL               | 72                | 12                | 22                | 34                | 38                | 6       | 0       | 0       | 0       | 2       |
| 2006–07    | Vancouver Canucks     | NHL               | —                 | —                 | —                 | —                 | —                 | 10      | 0       | 1       | 1       | 4       |
| 2007–08    | Manitoba Moose        | AHL               | 50                | 21                | 22                | 43                | 22                | 6       | 2       | 2       | 4       | 0       |
| 2007–08    | Vancouver Canucks     | NHL               | 5                 | 0                 | 0                 | 0                 | 2                 | —       | —       | —       | —       | —       |
| 2008–09    | Manitoba Moose        | AHL               | 2                 | 1                 | 0                 | 1                 | 2                 | —       | —       | —       | —       | —       |
| 2008–09    | Vancouver Canucks     | NHL               | 55                | 6                 | 15                | 21                | 37                | 2       | 0       | 0       | 0       | 0       |
| 2009–10    | Vancouver Canucks     | NHL               | 47                | 9                 | 6                 | 15                | 18                | 12      | 1       | 2       | 3       | 4       |
| 2009–10    | Manitoba Moose        | AHL               | 5                 | 0                 | 2                 | 2                 | 5                 | —       | —       | —       | —       | —       |
| 2010–11    | Vancouver Canucks     | NHL               | 82                | 9                 | 20                | 29                | 32                | 25      | 3       | 6       | 9       | 18      |
| 2011–12    | Vancouver Canucks     | NHL               | 82                | 16                | 23                | 39                | 34                | 5       | 1       | 0       | 1       | 14      |
| 2012–13    | Vancouver Canucks     | NHL               | —                 | —                 | —                 | —                 | —                 | —       | —       | —       | —       | —       |
| Totale DEN | Totale DEN            | Totale DEN        | 82                | 29                | 24                | 53                | 88                | 5       | 3       | 1       | 4       | 24      |
| Totale AHL | Totale AHL            | Totale AHL        | 129               | 34                | 46                | 80                | 67                | 12      | 2       | 2       | 4       | 2       |
| Totale NHL | Totale NHL            | Totale NHL        | 271               | 40                | 64                | 104               | 123               | 54      | 5       | 9       | 14      | 40      |

## Palmarès

### Club
- Coppa Gagarin: 1

CSKA: 2018-2019

### Nazionale
- Campionato mondiale di hockey su ghiaccio Under-20 D1: 2

 Danimarca U-20: 2004, 2006
- Campionato mondiale di hockey su ghiaccio Under-20 D1: 1

 Danimarca U-20: 2005
- Campionato mondiale di hockey su ghiaccio Under-18 D1: 1

 Danimarca U-18: 2003
- World Cup of Hockey: 1

 Europa: 2016